# Tom Stallard
Thomas Alexander Stallard (Westminster, 11 de setembro de 1978) é um engenheiro de automobilismo britânico e ex-remador que atualmente ocupa os cargos de diretor de desempenho humano e engenheiro de Corrida da equipe de Fórmula 1 da McLaren.
Ele disputou cinco Campeonatos Mundiais de Remo e dois Jogos Olímpicos, conquistado medalhas de ouro, prata e bronze nos Campeonatos Mundiais de remo e a medalha de prata nos Jogos Olímpicos de Verão de 2008 para a Grã-Bretanha na categoria oito com masculina. Stallard remou no Cambridge Blue Boat (CUBC) nas University Boat Races entre 1999 e 2002, vencendo em 1999 e 2001. Ele foi o presidente do CUBC na temporada de 2002. Depois de se aposentar, ele trabalhou na equipe McLaren de Fórmula 1 como engenheiro de corrida de Jenson Button, Stoffel Vandoorne, Carlos Sainz Jr., Daniel Ricciardo e Oscar Piastri.

## Carreira
Stallard estudou estudou engenharia automotiva na Universidade de Cambridge, onde ficou obcecado por remo e, como estudante em Cambridge, ele participou da corrida de barcos quatro vezes (1999, 2000, 2001, 2002) e venceu duas vezes (1999, 2001). Em 2002, ele foi presidente do Cambridge University Boat Club. Stallard disputou cinco Campeonatos Mundiais de Remo, conquistado medalhas de ouro, prata e bronze. Como atleta olímpico nos Jogos Olímpicos de Verão de 2004, na equipe britânica de oito masculino, seu barco terminou em nono e último lugar no torneio olímpico. Não querendo ficar com essa decepção, ele se comprometeu com uma nova Olimpíada e conquistou a medalha de prata na categoria oito com masculina nos Jogos Olímpicos de Verão de 2008. Aposentou-se do esporte imediatamente após os Jogos, aos 30 anos.
Após os Jogos Olímpicos, Stallard mudou-se para a equipe de Fórmula 1 da McLaren em 2008, onde trabalhou como engenheiro de testes de simulador por dois anos antes de se tornar engenheiro de desempenho do campeão mundial da temporada anterior, Jenson Button, que havia se juntado à equipe em 2010. Em 2012, ele se tornou o engenheiro de corrida de Button, o elo mais importante entre o piloto e a equipe de engenharia ou estratégia. Em 2014, ele foi promovido a engenheiro de corrida como parte da reestruturação da McLaren Racing por Eric Boullier. Ele continuou trabalhando primeiro com Button.1 Após a aposentadoria de Button em 2016, ele também ocupou esse cargo para Stoffel Vandoorne (2017-2018) — em 2017, o engenheiro e Vandoorne participaram de uma prova de remo durante o Grande Prêmio do Canadá — e Carlos Sainz Jr. (2019–2020).
A partir de 2021 ele trabalhou com o sucessor de Sainz, Daniel Ricciardo, que se mudou para a equipe Renault para a equipe britânica. De 2023 até o presente, ele é o engenheiro de corrida de Oscar Piastri, que substituiu Ricciardo na equipe.  A equipe utiliza-o regularmente para realizar operações de comunicação com os meios de comunicação britânicos.